# البئر الأولى

البئر الأولى هي فصول من السيرة الذاتية للكاتب والمترجم الفلسطيني جَبرا إبراهيم جَبرا، صدرت الطبعة الأولى منها في عام 1993، والطبعة الثانية في عام 2001 عن الدار العربية للعلوم ناشرون، وتصنف من ضمن السير الروائية. يعتبر كتابه شارع الأميرات الجزء الثاني لهذه السيرة.

## نبذة
يستعرض جَبرا في سيرته الممتدة على 216 صفحة ذكريات طفولته حيث كانت البئر الأولى التي انطلق منها للحياة، ويعود لأيام طفولته في العشرينيات من القرن الماضي حيث نشأ في بيت لحم الفلسطينية، أثناء فترة الإنتداب البريطاني، كما ويعرض ذكريات دراسته في القدس.
يصور جبرا في سيرته حياة وعادات الأسرة المسيحية البسيطة في فلسطين آنذاك، ويسرد معاناته مع الفقر إذ باع أباه حذائه وبقي حسرة في نفسه، وكيف كان يربي الحيوانات، ويزرع الأرض، بالإضافة إلى ذكريات شقاوته الطفولية البريئة، ورحلته في التعليم. تؤكد سيرته على أهمية العلم في حياة الأسرة الفلسطينية الفقيرة، فعندما قرر جبرا ترك مدرسته ليساعد في مسؤوليات البيت بعد مرض والده، عارضه أباه وأخاه ومنعاه عن ذلك، فاستمر في تعليمه لأصبح ما هو عليه اليوم، الكاتب، والمترجم، والفنان التشكيلي.
يتجاوز الكتاب كونه مجرد سيرة ذاتية تقليدية، إذ يقدم وصفًا حيًّا لعوالم الطفولة الفلسطينية، ويصور الطقوس اليومية والعلاقات العائلية والمجتمعية، كما يرسم مشاهد حسية دقيقة لطبيعة الحياة الدينية والثقافية في بيت لحم آنذاك، بما في ذلك الكنائس والأديرة والأعياد.
يصف جبرا في سيرته كيف شكلت المكتبة المنزلية، ولا سيما مكتبة شقيقه يوسف، وعيه المبكر، وكان لذلك الأثر البالغ في ميوله الأدبية والفنية لاحقًا.
كما يورد تفاصيل مؤثرة عن الزلزال الذي ضرب فلسطين عام 1927، لا سيما مدينة نابلس وبيت لحم، والذي خصص له الكاتب مساحة في سيرته، ثم عاد لتناوله في روايته "البحث عن وليد مسعود"، مما يعكس البُعد التداخلي بين السيرة والخيال الأدبي في مشروع جبرا السردي.

## الشخصيات
تدور أحداث السيرة حول شخصية وحيدة وأساسية، وهي الكاتب جَبرا الطفل. أما الشخصيات الثانوية فأبرزها :
- الوالدان: يمثلان الصرامة والمحبة، وخاصة دور الأب في دفع جبرا للاستمرار في التعليم رغم الظروف.
- الأخ يوسف: مصدر التثقيف والمعرفة الأولى.
- الجدة والأخت سوسن: رموز للحنان والروابط العائلية.
- شحادة عبد السميع وفهيم جبور: من الشخصيات المجتمعية الطريفة في ذاكرة الطفولة.

## «هيطلية» قصة مقتبسة من السيرة
واحدة من أشهر القصص المقتبسة عن السيرة هي قصة «الهيطلية»، إذ تُعِّد والدة جبرا أطباقاً من الهيطلية وتتركها لتبرد حتى عودة والده مساءً. لكنَّ جبرا الطفل، لم يصبر حتى عودة والده، ويدعو أصدقاءه لرؤيتها، فينتهي بهم الأمر بأكلها جميعها قبل أن يحين وقت عودة والدته. اقتُبست القصة في كتاب منفصل للمؤلف سامح عنبوشي صدر عن مؤسسة تامر للتعليم المجتمعي في عام 2011، حيث تظهر براءة الطفولة وشقاوتها.